# Schaefferia elegans
Espèce
Synonymes
- Ceratophysella elegans Cassagnau, 1959

Schaefferia elegans est une espèce de collemboles de la famille des Hypogastruridae.

## Distribution
Cette espèce se rencontre en France, en Espagne et en Afrique du Nord,.

## Systématique et taxinomie
Cette espèce a été décrite sous le protonyme Ceratophysella elegans par Cassagnau en 1959. Elle est placée dans le genre Schaefferia par Thibaud, Schulz et Gama Assalino en 2004.

## Publication originale
- Cassagnau, 1959 : Faune Française des Collemboles (IX). Les Hypogastrura sensu lato du massif du Neouvielle (Hautes-Pyrenees): remarques sur la chétotaxie des espèces. Vie et Milieu, vol. 9, p. 476-503.